# Городское поселение Кратово
Городско́е поселе́ние Кра́тово — упразднённое муниципальное образование (городское поселение) в Раменском муниципальном районе Московской области России. 
Крупнейший населённый пункт — дачный посёлок Кратово.

## История
Было образовано в 2005 году, включало дачный посёлок Кратово и 6 населённых пунктов упразднённого Дементьевского сельского округа.
4 мая 2019 года Раменский муниципальный район был упразднён, а все входившие в него городские и сельские поселения объединены в новое единое муниципальное образование — Раменский городской округ.

## География
Общая площадь — 8775 га.

## Население
| 2007    | 2008    | 2009    | 2010    | 2011    | 2012    |
| ------- | ------- | ------- | ------- | ------- | ------- |
| 9636    | ↗9702   | ↗9792   | ↗12 190 | ↗12 718 | →12 718 |
| 2013    | 2014    | 2015    | 2016    | 2017    | 2018    |
| ↗13 061 | ↗13 273 | ↗13 511 | ↗13 688 | ↘13 685 | ↗13 727 |
| 2019    |         |         |         |         |         |
| ↘13 722 |         |         |         |         |         |

## Населённые пункты
В состав поселения входят 7 населённых пунктов: 1 дачный посёлок, 1 села и 5 деревень.
| Наименование | Вид            | Население, чел. (2006) | ОКАТО          | Бывшая административная единица до 2005 года |
| ------------ | -------------- | ---------------------- | -------------- | -------------------------------------------- |
| Дементьево   | деревня        | 425                    | 46 248 816 001 | Деметьевский сельский округ                  |
| Донино       | деревня        | 484                    | 46 248 816 003 | Дементьевский сельский округ                 |
| Захарово     | деревня        | 829                    | 46 248 816 004 | Дементьевский сельский округ                 |
| Игумново     | село           | 1003                   | 46 248 816 002 | Дементьевский сельский округ                 |
| Кратово      | дачный посёлок | 15 790                 | 46 248 557     |                                              |
| Поповка      | деревня        | 182                    | 46 248 816 006 | Дементьевский сельский округ                 |
| Хрипань      | деревня        | 450                    | 46 248 816 005 | Дементьевский сельский округ                 |